# 宗像氏実
宗像 氏実（むなかた うじさね、生年不詳 - 文治5年10月18日（1189年11月27日））は、平安時代末期の宗像大社の第25代・第28代・第30代・第32代・第35代大宮司である。宗像氏の一族。父は宗形氏信。
文治3年8月7日、源頼朝から従来通りの支配権を認められ、鎌倉幕府御家人となった。以後、宗像大宮司家が宗像地方を支配する武士団として展開することとなる。
子に氏忠・氏国・氏倫 ・氏経・氏保、夫人は博多綱首（海外交易を行う博多商人）の一族、王氏の女。